# Framework (Office-Paket)
Framework ist ein 1984 von Robert Carr für den IBM PC entwickeltes Office-Paket. Framework wurde später von der Firma Ashton-Tate gekauft (bekannt als Hersteller von dBASE) und weiterentwickelt. Framework enthält u. a. eine Textverarbeitung, eine Tabellenkalkulation, ein Geschäftsgrafik-Modul, eine Desktop-Datenbank und ein Kommunikationsmodul. Es zeichnet sich besonders durch eine graphische Oberfläche und eine in allen Bereichen vereinheitlichte Bedienung aus. Außerdem verfügt es über eine integrierte Makrosprache namens FRED. Framework wurde als Konkurrenzprodukt zu Lotus Symphony und SPI Open Access auf den Markt gebracht. Die letzte von Ashton-Tate entwickelte Version wurde 1989 als Framework IV herausgebracht. Mit dem Aufkommen von Windows wurde Framework zunehmend unbedeutend und konnte sich nicht gegen Programme wie Microsoft Office durchsetzen.
Framework wird heute vom Unternehmen Selections & Functions Inc. weiterentwickelt. Seit Ende 2008 ist Version IX auf dem Markt und Version X in Arbeit.